# Mascagnia bierosa
Mascagnia bierosa är en tvåhjärtbladig växtart som först beskrevs av Stefano Moricand och Adrien Henri Laurent de Jussieu, och fick sitt nu gällande namn av W.R.Anderson. Mascagnia bierosa ingår i släktet Mascagnia och familjen Malpighiaceae. Inga underarter finns listade i Catalogue of Life.